# Johann Friedrich Adolf von Hörde zu Schönholthausen
Johann Friedrich Adolf von Hörde zu Schönholthausen, född 5 december 1688, död 3 augusti 1761, var en tysk katolsk präst, hjälpbiskop av Osnabrücks katolska stift och apostolisk vikarie för Apostoliska vikariatet i de nordiska missionerna.

## Biografi
Johann Friedrich Adolf  utnämndes bland annat 1722 till apostolisk vikarie för Apostoliska vikariatet i de nordiska missionerna, som varade fram till hans död 1761, och efterträddes av Frans Josef von Gondola.